# Altaj járás (Bajan-Ölgij)
Az Altaj járás (mongol nyelven: Алтай сум) Mongólia Bajan-Ölgij tartományának egyik járása. Kb. 70%-ban kazakok, 30%-ban urjanhájok lakják.
A tartomány négy járásával, valamint délen Kína Hszincsiang-Ujgur Autonóm Területével határos. Székhelye, Csihertej (Чихэртэй) 115 km-re délnyugatra fekszik Ölgij tartományi székhelytől.
A Mongol-Altaj magas hegyei között terül el. Jelentős folyója a Szagszaj (Сагсай) (a Hovd mellékfolyója) és a Bor Burgasz (Бор Бургас).